# دوري البلقان الدولي لكرة السلة
دوري البلقان الدولي لكرة السلة ويعرف ايضاً بدوري البقان هو دوري لكرة السلة متعدد الجنسيات يضم أندية من البلقان كذلك أندية من بلغاريا، مقدونيا الشمالية، الجبل الأسود، كوسوفو، ألبانيا وإسرائيل.

## الغرض
الغرض من الدوري هو توفير لعب دولي تنافسي لأندية البلقان التي لولا ذلك لما كانت ستتمكن من المشاركة في مسابقات دولية. يحقق الدوري ذلك من خلال تقديم الدعم المالي لجميع الأندية المشاركة من أجل تخفيف التكاليف التي تجعل اللعب الدولي صعبًا.